# Chevrolet Camaro (1981)
La Chevrolet Camaro III è un'autovettura costruita dalla casa automobilistica statunitense Chevrolet dal 1981 al 1992, come terza generazione della omonima muscle car/pony car.

## Profilo e contesto

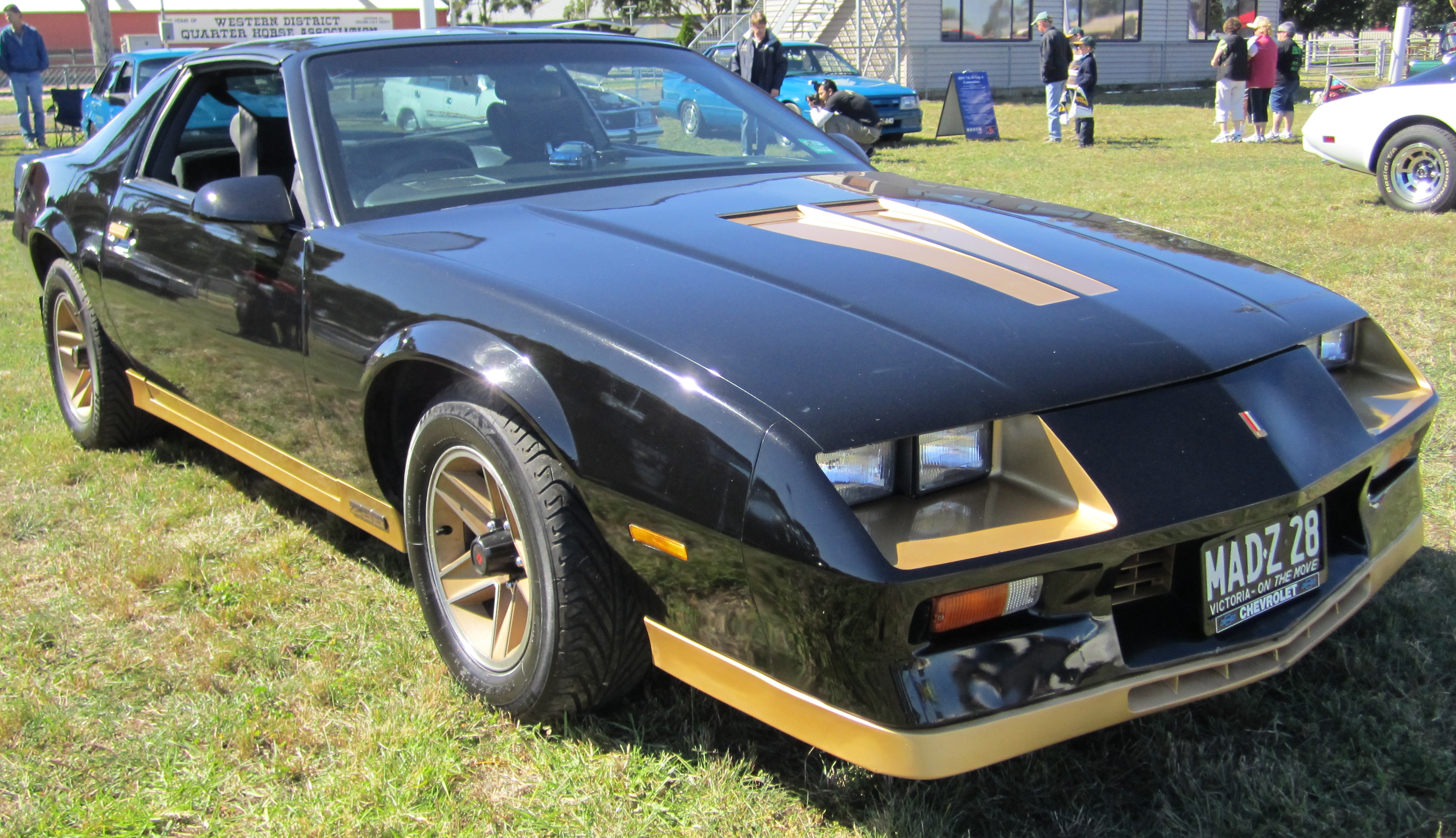
La Chevrolet Camaro Z28 Mk III del 1983

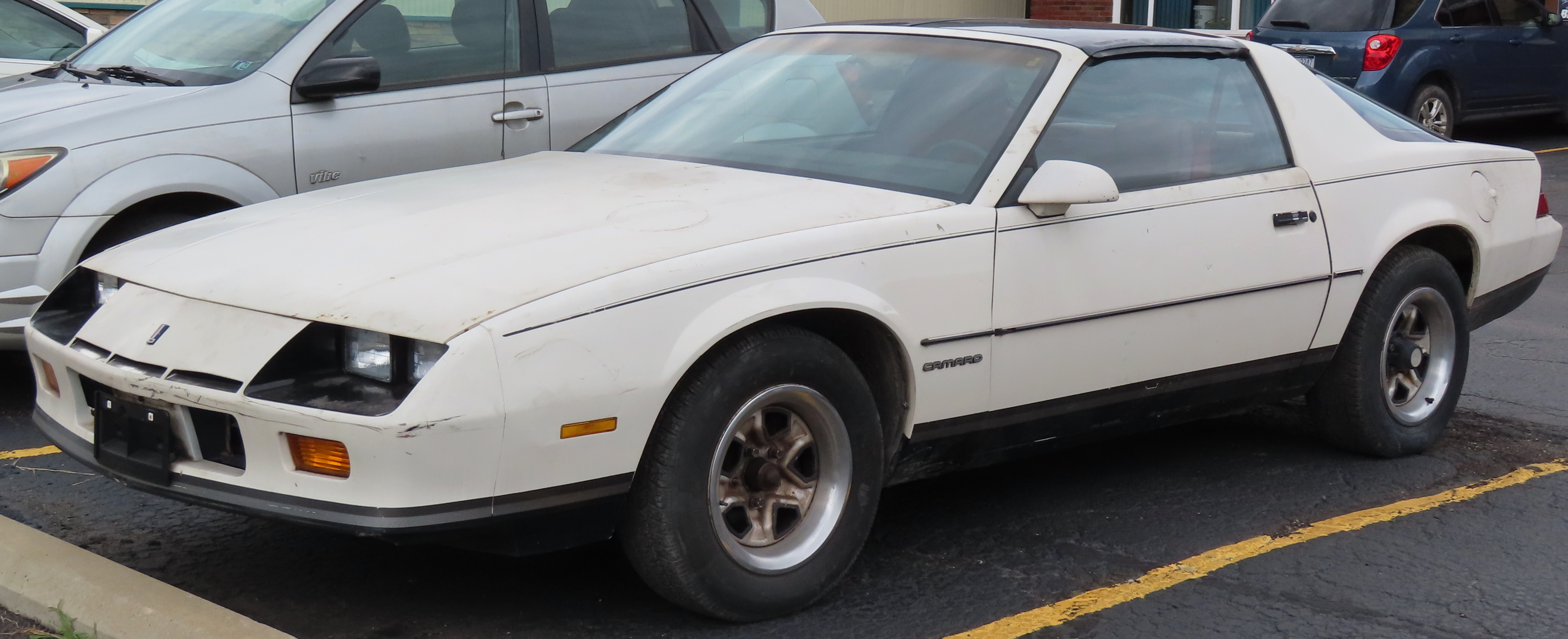
Camaro Sport Coupe

La Camaro di terza generazione fu introdotta nell'autunno 1981.
Questa Camaro introdusse per la prima volta su questa vettura l'iniezione di carburante e un motore a quattro cilindri in linea. La Camaro Z/28 venne eletta auto dell'anno dalla rivista Motor Trend. Al lancio erano disponibili tre modelli: Sport Coupé, Berlinetta e Z/28.
La Sport Coupé montava di serie con il motore a quattro cilindri LQ9 da 2,5 litri. Il V6 LC1 da 2,8 e il V8 LG4 da 5,0 L erano opzionali.
La Berlinetta veniva fornita con il motore 2.8 LC1 V6 o in opzione il motore 5.0 LG4 V8. Questa versione era dotata anche di cerchi in alluminio alettati da 14x7 pollici con accenti dorati. Le luci posteriori avevano una barra divisoria orizzontale dorata e nera. 
La Z/28 veniva offerta solo con il V8 LG4 da 5,0 litri da 145 CV (108 kW) ed era disponibile con cambio manuale a quattro velocità o automatico a tre velocità. La Z/28 aveva un muso diverso e uno spoiler posteriore in tre pezzi. La parte interna dei fanali sulla Z/28 era nera. Di serie c'erano nuovi cerchi a cinque razze in alluminio pressofuso da 15×7 pollici.
La Camaro Z/28 fece da pace car per la 500 Miglia di Indianapolis del 1982 e di questa ne furono realizzate oltre 6000 repliche. Questa versione presentava una speciale vernice bicolore argento/blu.
Al salone di Ginevra del 1982 fu presentata una versione speciale con specifiche europee, la Camaro Z/28E, dove "E" stava per "Export".